# Nova Švedska
Nova Švedska (švedsko: Nya Sverige) je bilo manjše švedsko naselje ob reki Delaware.
Središče je bilo Fort Christina, današnji Wilmington, Delaware. Naselje je bilo ustanovljeno 29. marca 1638 in bilo 15. septembra 1655 vključeno v Novo Nizozemsko. Poleg Švedov je bilo veliko naseljencev Nizozemcev.